# Dżamjangijn Lchagwasüren
Dżamjangijn Lchagwasüren (mong. Жамъянгийн Лхагвасүрэн; ur. 16 marca 1912, zm. 13 maja 1982) – mongolski generał i polityk komunistyczny, minister obrony Mongolskiej Republiki Ludowej (1959–1969).

## Życiorys
Od 1935 członek komunistycznej Mongolskiej Partii Ludowo-Rewolucyjnej, od 1939 szef Zarządu Politycznego i zastępca naczelnego dowódcy Mongolskiej Armii Ludowo-Rewolucyjnej. Brał udział w bitwie nad Chałchin-Goł w 1939 oraz w działaniach przeciw wojskom japońskim i Mandżukuo w 1945. W 1951 ukończył Akademię Wojskową im. M. Frunze w Moskwie. W larach 1939-1947 członek Prezydium KC i kandydat na członka, następnie członek Biura Politycznego KC Mongolskiej Partii Ludowo-Rewolucyjnej. W 1940-1947 był deputowanym do Małego Churału, a w 1951 został deputowanym do Wielkiego Churału Państwowego. W 1959-1969 minister spraw wojskowych i naczelny dowódca Wojska Ludowego Mongolskiej Republiki Ludowej. Później był ambasadorem nadzwyczajnym i pełnomocnym w Bułgarii i Polsce.

## Odznaczenia
- Bohater Mongolskiej Republiki Ludowej (1989 – pośmiertnie)
- Order Suche Batora (trzykrotnie – 1959, 1966 i 1982)
- Order Czerwonego Sztandaru za Zasługi Wojskowe (czterokrotnie – 1939, 1941, 1945 i 1957)
- Order Zasługi (trzykrotnie – 1946, 1952 i 1962)
- Order Czerwonego Sztandaru Pracy (1972)
- Order Gwiazdy Polarnej (1947)
- Order Czerwonej Gwiazdy (ZSRR – 1943)
- Order Suworowa II klasy (ZSRR – 1945)
- Order Rewolucji Październikowej (ZSRR – 1967)
- Medal za Obronę Ojczyzny (Jugosławia)